# Even a Worm Will Turn
Even a Worm Will Turn è un cortometraggio muto del 1907 diretto da A.E. Coleby.

## Trama
Un marito succube della moglie, esasperato dal suo comportamento, la spinge nella vasca da bagno. Poi si riappacificano.